# Microberlinia
Genre
Classification phylogénétique
Microberlinia est un genre de plantes à fleurs dicotylédones de la famille des Fabaceae, sous-famille des Caesalpinioideae, originaire d'Afrique, qui comprend deux espèces acceptées.
Ce sont  des arbres pouvant atteindre 45 mètres de haut, avec un fût cylindrique allant jusqu'à 150 cm de diamètre. Leur bois est exploité comme bois d'œuvre, commercialisé sous les noms de zingana ou zebrano

## Liste d'espèces
Selon The Plant List (15 décembre 2018) :
- Microberlinia bisulcata A.Chev.
- Microberlinia brazzavillensis A.Chev.